# Área metropolitana de Londres
A área metropolitana de Londres (em inglês London metropolitan area ou London commuter belt) é a região metropolitana que envolve Londres, pela qual passageiros transitam dos subúrbios para trabalhar na capital. Também é conhecida como área metropolitana sudeste (em inglês Southeast metropolitan area). Não deve ser confundida com a Grande Londres ou a área urbana da Grande Londres.